# ゲーザ・デ・カープラーニ
ゲエザ・デ・カープラーニ（Geza de Kaplany / Géza de Káplány、ハンガリー語: Káplány Géza（カープラーニ・ゲーザ）、1926年 - ）は、ハンガリー生まれの医師である。自身の妻を残酷な手法で殺害したことで、カリフォルニア州から第一級殺人で無期懲役刑を受けたのち仮釈放となっている。

## 事件の経緯
ド・カプラニーは1926年、ハンガリーに生まれた。共産主義から逃れるためにアメリカに亡命後、カリフォルニア州サンノゼの病院に勤務していた。1962年、36歳のときに元ファッションモデルやショーガールであった25歳のハイナ (Hajna) と結婚した。
1962年8月28日の夜、ド・カプラニー夫妻の住む Ranchero Palms Apartments の閑静な空気は、夫妻の部屋から響き渡る大音量のクラシック音楽と悲鳴により引き裂かれた。
現場に到着した警察は、妻のハイナが恐ろしい拷問を受けているのを発見した。ド・カプラニーはベッドにハイナを縛り付けた上、ナイフで全身を切り刻みながら硫酸や硝酸を浴びせていたのである。ハイナは薬品により全身の60%にⅢ度の化学熱傷を負い、特に性器はほぼ完全に焼き潰されていた。救急隊員の１人はハイナの体に触れたことで化学熱傷を負い治療を受けている。ド・カプラニーは事件現場で警官たちに対して「ハンナは不貞な女だった。だから彼女の美しさを壊してやりたかったんだ。(Hajna had been unfaithful to him, and he wanted to destroy her beauty.)」と語ったという。
妻のハイナ・ド・カプラニーは、回復が絶望的な状況の下で33日間ひどく苦しんだ末に死亡した。
サンフランシスコ・クロニクルのリポーターであったキャロライン・アンスパッハー (Carolyn Anspacher) が1965年に出版した本の The Trial of Dr. De Kaplany によれば、1963年に行われた事件の公判はセンセーションなものであったという。ド・カプラニーは心神喪失による無罪を嘆願し、自身が多重人格障害に苦しんでおり、このサディスティックな犯罪は彼の分身（別の人格）である「ピエール・ド・ラ・ロシュ 」(Pierre de la Roche) なる人物により行われたと主張した。
裁判の結果、ド・カプラニーは第一級殺人により有罪判決を受けたが、彼の奇妙な振る舞いと陪審員による裁判過程での明確な助言により、 死刑ではなく無期懲役の判決が下された。

## 判決後
1975年、ド・カプラニーは13年弱しか服役していなかったにもかかわらず仮釈放が認められた。この判定に関しては、後にカリフォルニア州更生保護委員会による仮釈放審査の前に、身の毛もよだつようなハイナの死後の写真が事件のファイルから除かれていたことが告発により判明し、議論を呼ぶことになった。更生保護委員会はその後さらに、台湾への医療使節団としての旅行を許可した。アジアへの到着時、ド・カプラニーはカリフォルニア州当局の司法権がこの地に及ばないことを公式に主張し、行方をくらませた。それからしばらく後の1980年、ド・カプラニーはドイツのミュンヘンで病院に勤務しているところを再発見された。過去の犯罪歴が明らかになったことから、病院は彼を解雇した。
その後、20年以上に渡ってド・カプラニーの居場所はカリフォルニア州当局に分からなかった。しかし、2002年のカリフォルニア州サンノゼの主要な日刊新聞 San Jose Mercury News の記事によれば、（2002年当時）75歳のド・カプラニーはドイツで再婚しており、自宅でのインタビューに対応したという。
なお、この取材を受けた2002年に、ド・カプラニーはドイツ市民として帰化したために、仮釈放違反によりアメリカに身柄を引き渡すことは不可能となっていた。

## 事件に関する議論
ド・カプラニー事件はしばしば、更生保護委員会による情状酌量の端的な例として、死刑支持者から取り上げられる。しかしながら、1963年のカリフォルニア州の法廷では仮釈放無しの終身刑は判決として利用できなかった点に注意する必要がある。犯罪の評者の多くが、ハイナ・ド・カプラニー殺人事件はカリフォルニア州の歴史上において、おそらくはアメリカ史上においても、最も恐ろしい単独殺人であると考えている。
なお、この事件は酸を遺体の処分ではなく殺人の道具に用いたことがほぼ明確である唯一の事件としても記録されている。